# 甲斐谷望
甲斐谷 望（かいたに のぞみ、1988年10月18日 - ）は、IBC岩手放送のアナウンサー。

## 来歴・人物
- 岩手県宮古市生まれ[1][2]。3歳まで同市に居住し、その後盛岡市に引っ越す。以後現在まで盛岡市に在住。
- 岩手県立盛岡第二高等学校在学中、NHK杯全国高校放送コンテスト朗読部門で準優勝し、第78回選抜高等学校野球大会の開閉会式の司会を務めた。元IBC同僚アナの土村萌及びHBC元アナで現スポーツディレクターの佐々木佑花とは高校の先輩後輩の間柄でもある。
- 高校卒業後、岩手県立大学総合政策学部に進学。2年次から4年次までの3年間、ETロボコン東北大会の司会進行役を務める。
- 2011年、IBC岩手放送入社。入社3週間前に発生した東日本大震災報道のため、研修中でありながら入社してすぐ取材、ニュース読みなどを担当していた[1]。現在は主に『ニュースエコー』のサブキャスターなどを務める。

## 現在の担当番組
テレビ
- ニュースエコー（サブキャスター及び気象担当。18:15-18:55　木・金担当。 2013年4月〜2015年3月まで月-木、2015年4月〜2016年3月まで月-水、2016年4月〜9月まで木-金、2016年10月〜2017年12月まで月-金担当。担当曜日以外にも取材キャスターとして出演する場合があった。）
- わが町バンザイ（水曜 19:00-19:52、2016年5月4日 - ）
- 岩手日報IBCニュース

ラジオ
- 歌のない歌謡曲（月~金「朝からRADIO」内7:45-8:00、2012年4月2日 - ）
- リクエストマンデー（月曜 20:00 - 22:00、2021年1月4日 - ）

※その他、不定期でスポーツ中継のリポーターも担当する場合がある。

## 過去の担当番組

### テレビ

#### レギュラー
- じゃじゃじゃTV（リポーター、中継コーナー及びスタジオ担当。2011年4月 - 2013年3月30日）
- じゃじゃじゃFriday（アシスタントMC、2012年4月6日 - 2013年3月29日）
- ニュースエコー（気象担当として。水曜担当、2012年4月2日 - 2013年3月27日）
- いわて希望の一歩（ナレーター、2011年6月 - 2014年3月）

#### 単発出演（IBC制作）
- 第25回マイルチャンピオンシップ南部杯JPN1オープン（司会、2012年10月8日放送）
- わが町バンザイ（第4回 大船渡市、2013年7月20日放送回）
- IBC岩手放送　開局60周年記念番組 「池上彰と考える　復興　その先のいわて」（司会、2014年3月9日放送）
- 輝け！ひと・まち・未来〜谷藤裕明　盛岡市長に聞く〜（司会、2015年9月22日放送）
- 希望と笑顔があふれるまちに〜釜石市・野田武則市長に聞く〜（司会、2015年12月31日放送）
- 池上彰と考える　復興　その先のいわてⅡ －人口減少に対抗せよ！－（司会、2016年3月12日放送）
- じゃじゃじゃTV（中継リポーター、2016年6月4日）
- 共感バラエティー ある！ある！岩手 2018（司会、2018年1月24日放送）

#### 単発出演（TBS制作他）
- JNNふるさと紀行 #5「おでんせ岩手〜平泉から始まる賢治の足跡〜」（BS-TBS、2011年11月19日放送）
- JNN28局女子アナ発今年は絶対コレがくる全国ご当地ネタ選手権JJJ-1グランプリ（TBS制作、2012年1月1日放送）
- タビノバ 〜トンネルを抜けて、自由な未来へ！（TBS制作、岩手県担当。2016年1月24日、1月31日放送回）
- タビノバ～女子アナ旅部 臨時集会スペシャル～ （BS-TBS、2016年6月5日放送）
- 音楽の日2019 第1部（TBS制作、釜石市・釜石鵜住居復興スタジアム会場進行。2019年7月13日放送）

### ラジオ

#### レギュラー
- こちら志家町6-1（2011年10月8日 - 2012年3月31日）
- ワイドステーション（火曜担当 2011年4月5日 - 2012年4月3日）
- マカタトSTUDIO 3600（水曜担当 2012年10月3日 - 2013年3月27日）
- IBCこども音楽コンクール
- おらほの校歌
- 農作業メモ

#### 単発・代理等
- 朝からRADIO (村松文代・菊池幸見の代役、2015年10月29日・30日、2016年9月14日、2018年6月5日、2018年11月26日)
- のびのびサタデー（神山浩樹の代役、2019年11月30日）
- のりこの週刊おばさん白書（後藤のりこの代役、2019年4月14日、2019年11月24日）
- 水越かおるのすっぴん土曜日（水越かおるの代役、2018年11月3日公開放送、2020年1月11日）
- ワイドステーション（水越かおるの代役、2019年3月13日）

## その他
- 過去に母校である岩手県立大学のオープンキャンパスのPRビデオにも出演していた。外部リンク参照。